# Ulrike Mehl
Ulrike Mehl, geborene Lehnhausen (* 6. August 1956 in Leibolz (Hessen), heute Eiterfeld) ist eine deutsche Diplom-Ingenieurin für Landespflege und ehemalige Politikerin (SPD). Sie war von 1990 bis zur Bundestagswahl 2005 Mitglied des Deutschen Bundestages.

## Leben
Ulrike Mehl absolvierte nach der Mittleren Reife von 1972 bis 1974 eine Ausbildung im Garten- und Landschaftsbau. 1974 nahm sie ihr Studium an der Fachhochschule Geisenheim auf, das sie 1978 abschloss. Anschließend war sie bis 1980 im Landwirtschaftsministerium von Schleswig-Holstein tätig und bis 1981 im Landesamt für Naturschutz von Schleswig-Holstein. 
1983 trat sie in die SPD ein. Im selben Jahr wurde sie Projektleiterin der Landeskampagne des Bundes für Umwelt und Naturschutz Deutschland (BUND). Nachdem sie beim BUND bereits Kreisvorsitzende gewesen war, wurde sie 1985 Landesvorsitzende. Dieses Amt hatte sie bis 1988 inne. Von 1986 bis 1990 war sie zudem stellvertretende Bundesvorsitzende. Beim Landesnaturschutzverband Schleswig-Holstein war sie von 1985 bis 1987 stellvertretende Vorsitzende.
Ulrike Mehl wurde 1990 und 1994 über die Landesliste der SPD in Schleswig-Holstein in den Deutschen Bundestag gewählt. 1998 und 2002 errang sie das Direktmandat im Wahlkreis Rendsburg-Eckernförde. Zur Bundestagswahl 2005 kandidierte sie nicht wieder. Zu ihren Ehrenämtern in Schleswig-Holstein gehörte das der stellvertretende Landesvorsitzende der SPD sowie der Ehrenamtlichen Richterin am Verwaltungsgericht Schleswig.
Nach dem Ende ihres politischen Mandats siedelte sie nach Berlin um. Seitdem bietet sie mit ihrer Firma Dienstwerker Touristenreisen nach Berlin an. Von Dezember 2007 bis November 2013 war sie erneut stellvertretende Bundesvorsitzende des Bundes für Umwelt und Naturschutz Deutschland (BUND).